# پات شریگلی
پات شریگلی (به انگلیسی: Pott Shrigley) یک روستا و محله مدنی در بریتانیا است که در چشر شرقی واقع شده‌است. پات شریگلی ۲۲۰ نفر جمعیت دارد.